# 东山彝族乡 (文山市)
东山彝族乡是中华人民共和国云南省文山壮族苗族自治州文山市下辖的一个民族乡。

## 行政区划
东山彝族乡下辖以下村级行政区划单位：
前进村、荒寨村、合掌村和南林村。